# CALL
Computer-Assisted Language Learning (CALL)  – nauka języków wspomagana komputerem; proces poprawiania umiejętności językowych ucznia lub studenta przy użyciu komputera.

## Inne terminy związane z CALL
- ICALL (Intelligent Computer-assisted Language Learning) dotyczy programów, które starają się dopasować informacje/komunikaty zwrotne tak, by dopasować je do indywidualnego ucznia
- TELL (Technology Enhanced Language Learning) odnosi się do każdego rodzaju technologii użytej w klasie, takiej jak wideo, magnetofon czy nawet całe laboratoria lub pracownie językowe
- WELL (Web Enhanced Language Learning) odnosi się do CALL-u, który skupia się na stronach WWW jako medium instrukcji

## 8 zastosowań CALL
1. Edytor tekstowy
2. Gry (np. Hangman)
3. Literatura
4. Corpus linguistic
5. Komunikacja za pomocą komputera
6. Zasoby WWW
7. Zastosowanie innych materiałów w ramach CALL-u (np. gry - SimCity, The Sims)
8. Personal Data Assistant

## Historia

### CALL w latach 50. i 60.
Pierwszymi komputerami używanymi do nauki języków były w latach 50. komputery klasy mainframe, które były jedynie dostępne w pracowniach badawczych na kampusach uniwersyteckich. Wiązało się to z problemami organizacyjnymi, gdyż studenci sami musieli przychodzić do klasy, w której znajdowały się komputery, w celu uzyskania instrukcji. To wraz z wysokimi kosztami wczesnych maszyn znacząco ograniczało czas, który poświęcano na nauczanie i naukę. Niemniej, szukanie efektywnej i naukowej drogi nauczania języków postrzegano za warte poświęcenia czasu i pieniędzy. Równolegle prowadzone były badania na inne tematy, takie jak tłumaczenie za pomocą maszyn, które też miało istotny wpływ na CALL. Wiele z tych projektów było intensywnie prowadzone w Stanach Zjednoczonych z powodu zimnej wojny i zagrożeń wynikających z postępów technologicznych Związku Radzieckiego. Zjawisko nasiliło się po wystrzeleniu Sputnika. W wyniku tego, pierwsze programy związane z CALL były tworzone przez trzy pionierskie instytucje: Stanford University, Dartmouth College i Uniwersytet Essex, które były skupione na nauczaniu języka rosyjskiego.

### CALL w latach 70. i 80.
Jednym z głównych elementów badań w dziedzinie CALLu było wykorzystanie technologii wideodysku (videodisc).
Głównymi cechami nauki przy użyciu wideodysku są:
- większy nacisk na słuchanie niż mówienie,
- użycie wyłączne języka docelowego,
- bezstresowa atmosfera.

### CALL w latach 90.
Kiedy komputery stały się coraz szybsze i oprogramowanie multimedialne stało się praktyczne, wczesne lata 90. ujrzały pojawienie się CD-ROMów, zawierających kompletne encyklopedie, kursy językowe z tekstem, grafiką, audio i wideo. Komercyjne produkty tego typu, które są profesjonalnie tworzone, solidne i proste w użyciu, znalazły miejsce w wielu klasach.